# Villa Publica
Villa Publica var en offentlig byggnad på södra Marsfältet i antikens Rom. Den uppfördes år 435 f.Kr. av censorerna Caius Furius Pacilus Fusus och Marcus Geganius Macerinus. Enligt Livius företog man i Villa Publica Roms första census.
Villa Publica restaurerades och tillbyggdes år 194 f.Kr. och ånyo år 34 f.Kr. av Gaius Fonteius Capito.
Varro skriver att villan hade fresker och mosaikgolv.
Efter slaget vid Porta Collina år 82 f.Kr. lät Lucius Cornelius Sulla massakrera fyratusen tillfångatagna samniter i Villa Publica.
Villa Publica var belägen i närheten av Il Gesù och Piazza del Gesù.